# Renault Fluence
El Renault Fluence es un automóvil de turismo del Segmento C diseñado y producido por el fabricante francés Renault. fue presentado como concepto en junio de 2004 y finalmente la versión de producción durante el Salón del Automóvil de Fráncfort del 2009. Este vehículo es comercializado y producido por Renault Samsung Motors en Corea del Sur como reemplazante del anterior Samsung SM3, dicha marca perteneciente al Grupo Renault. Se encuentra emparentado con la tercera generación del Renault Mégane con el que comparte diversos componentes estructurales y su plataforma constituyéndose de este modo en el Mégane III de tres volúmenes o su versión sedán (tricuerpo). La capacidad del maletero es de 530 L frente a los 368 del Megane III Hatchback.
Se enfrenta a rivales del segmento sedanes medianos-grandes tales como el Volkswagen Jetta, Chevrolet Cruze, Ford Focus o el Peugeot 408.

## Concept Car
El 4 de junio de 2004, Renault presentó el Renault Fluence Concept Car en el Louis Vuitton Car Elegance Classic en Inglaterra y también en el Salón del Automóvil de París de 2004. Este "Concept car" fue diseñado por el Jefe de Diseño de Renault, Patrick le Quément; era un cupé con capacidad para cuatro personas (2+2) y longitud similar a la del Renault Laguna (4600 mm). Destacó por la fluidez de sus líneas dando un claro contraste visual entre la inclinación del frontal y un posterior de caída vertical en la tapa del maletero (donde además confluyen las líneas de fuerza o nervaduras que se iniciaron en el frente del vehículo).
Este Concepto-Fluence empleaba luces frontales del tipo led marca Valeo, regulables según la posición de giro del volante. Presentó también una diseño ingenioso del sector posterior en forma de V que la da un acceso en forma no convencional al maletero, que abre su tapa unida a un único pistón central que la eleva hacia el techo. La capacidad del maletero es de 396 dm³ y tapizado con tela "Margaux Red" También el diseño del frontal carece de parrilla de radiador, y en su lugar ofrece un generoso logotipo de marca, hecho que motiva se destaque a simple vista.
En el interior es sencillo y fácil de recordar, según su diseñador, con asientos y torpedo tapizados en cuero que conjugan con el tablero de instrumentos que se asemeja al del Renault Talisman. Posee un mando tipo palanca de modo que el conductor puede acceder a diferentes funciones y configuraciones del vehículo visualizándolas en una pantalla LCD retráctil. Tanto los asientos como sus reposabrazos (en puertas) están unidos a un único carril y se ajustan simultáneamente según las preferencias del conductor.
Diversas marcas se involucraron en el desarrollo del Fluence Concepto, por ejemplo Michelin contribuyó con neumáticos de tecnología PAX la cual es similar a la RunFlat, Herramientas BS fabricó las llantas de aleación y aerodinámicas de 22 pulgadas mientras Recaro desarrolló los asientos.

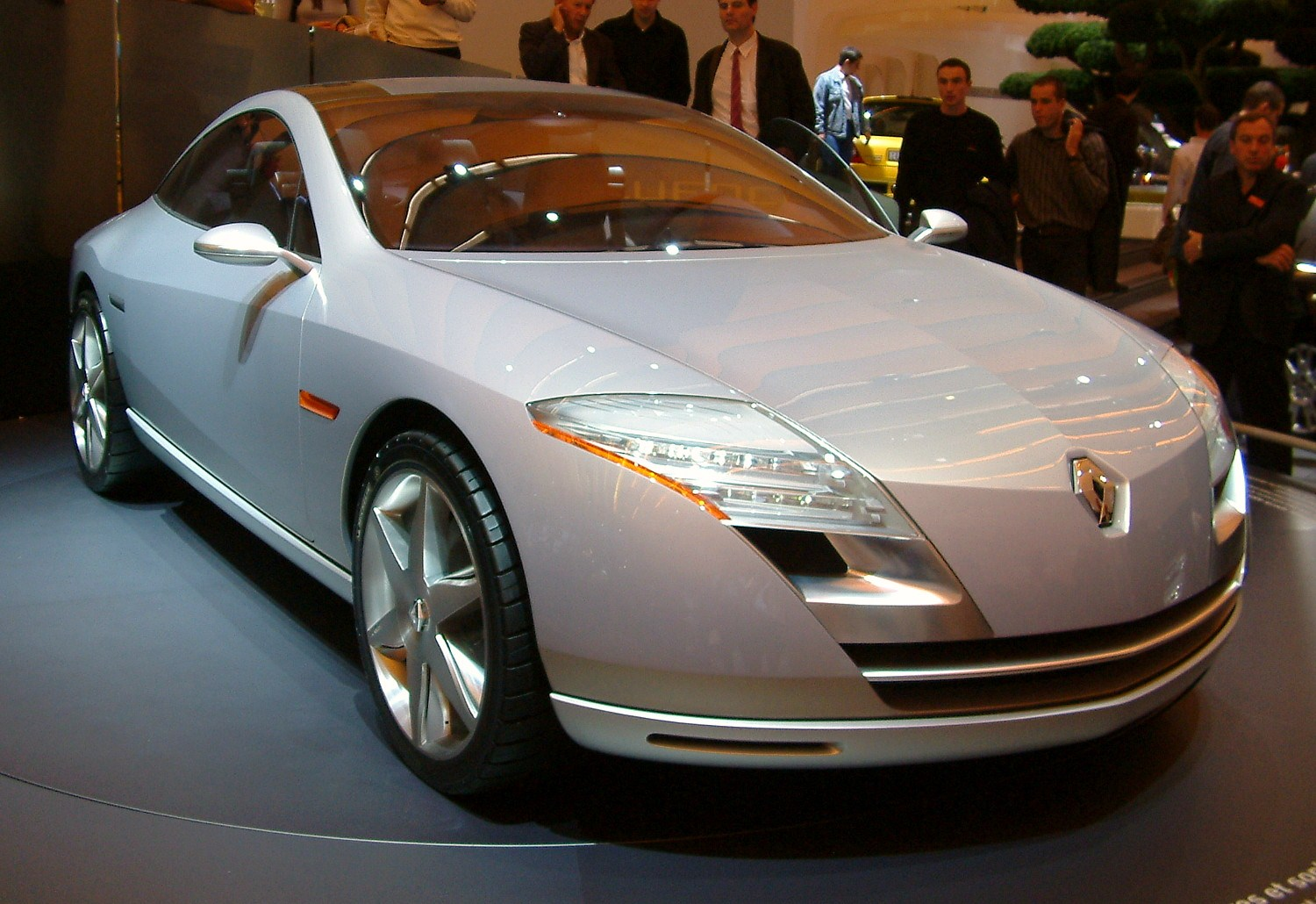
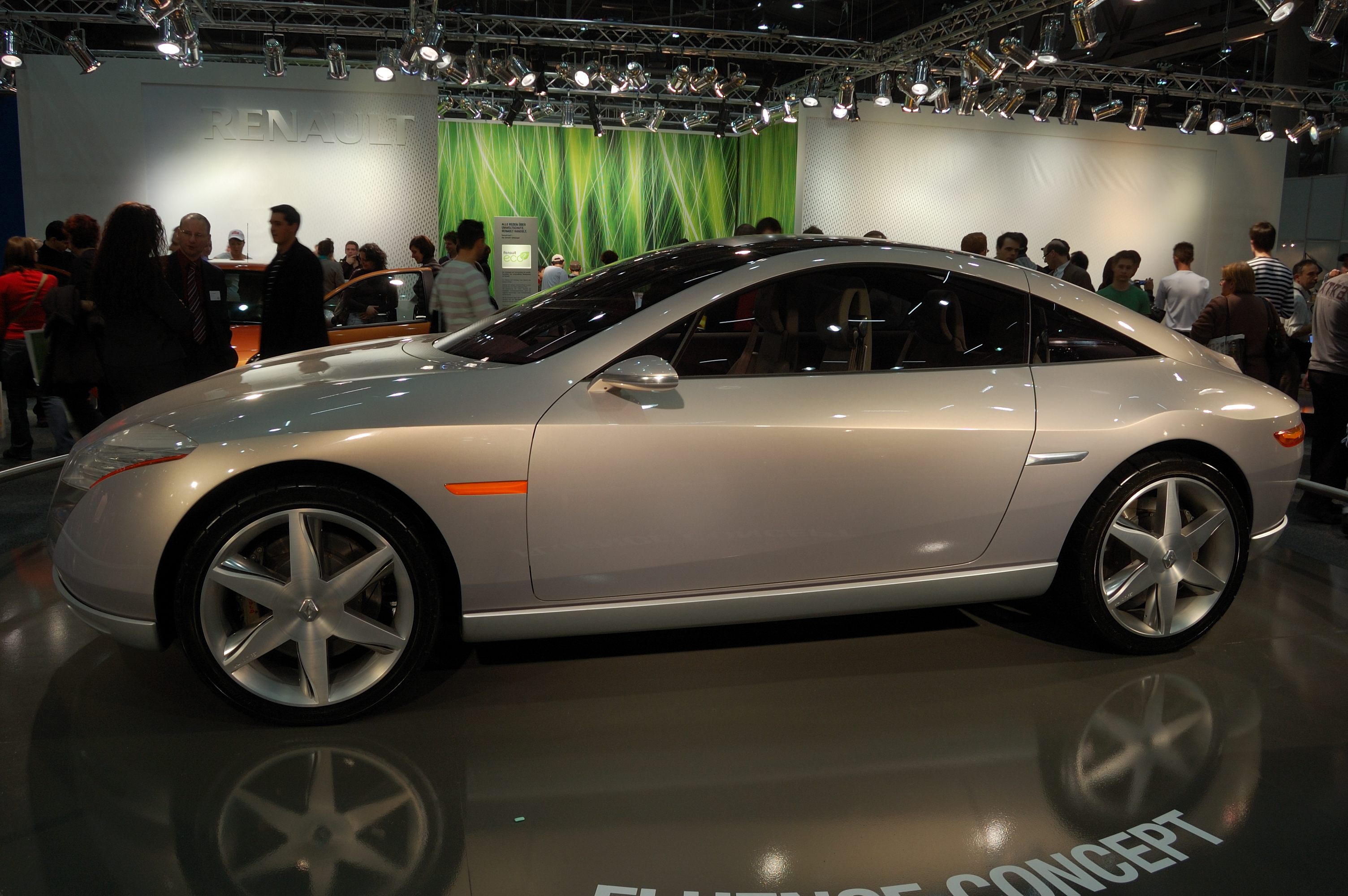
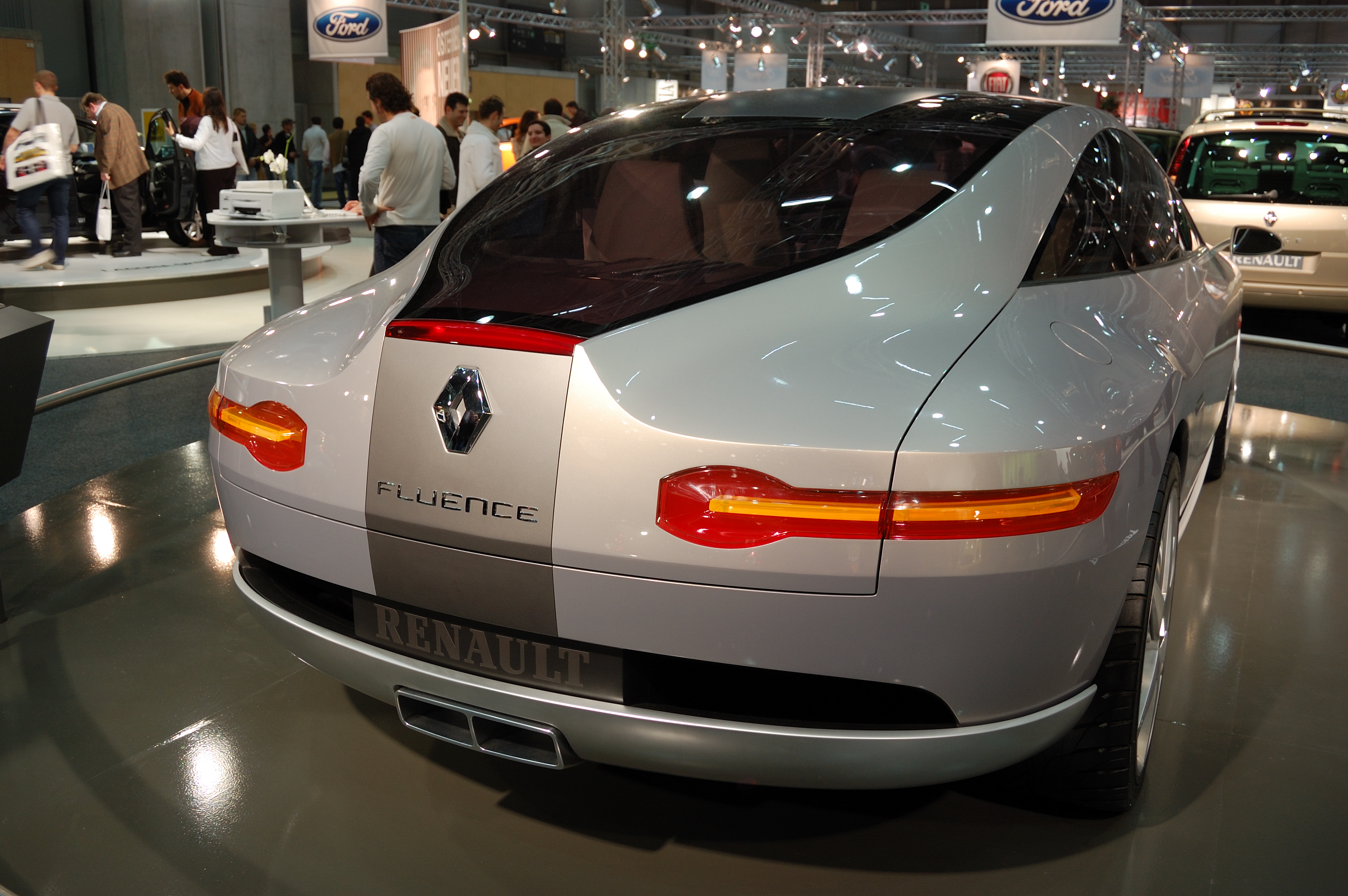

## Producción
Este modelo fue fabricado en Bursa (Turquía), en Chennai (India), en Busan (Corea del Sur) y finalmente hasta 2019 en el Barrio Santa Isabel de la Ciudad de Córdoba. Durante el 2009, comenzó a ser comercializado en España, donde se presenta con diversos tipos de motorizaciones. En las de gasolina encontramos un motor 1.6 de 16 v de 110 cv y un 2.0 de 143 cv. Entre los diésel encontramos dos motores de 1461 cc uno de 90 cv y otro de 110 cv, además de ofrecer su versión ZE totalmente eléctrica.
En el pasado reciente se comercializó también en otros mercados de distintas partes del mundo, variando el parachoques frontal en caso de proceder de Corea del Sur. Mientras que en el final (enero de 2019) fueron pocos los mercados que recibieron stock de la última fábrica donde se produjo (Barrio Santa Isabel de la Ciudad de Córdoba).
América Latina
La producción del Fluence cruzó el Océano Atlántico en 2010 y se instaló también en la Argentina en donde, previo a una inversión de 500 millones de dólares, Renault dispuso la fabricación de este modelo en la mítica planta que la firma francesa posee en el Barrio Santa Isabel de la Ciudad de Córdoba. El modelo fue presentado de manera simultánea en todo el país el día 24 de noviembre de 2010.
En este país, el Fluence se fabricó en un comienzo con dos opciones de motorización: un motor a gasolina manufacturado por Renault España de 1598 cm³ y otro de igual combustible -de procedencia Nissan- de 1997 cm³. Ambos poseen 16 válvulas. El primero es el conocido K4M y complementado con una caja manual de 5 velocidades, mientras que el segundo (M4R) presenta dos opciones de transmisión: una caja manual de 6 velocidades y una caja automática CVT, también de 6 marchas. Recién en el 2012 hace su llegada la versión "Turbo" de 180 CV (motor Renault 2.0L F4R) fabricado en la Argentina de forma exclusiva.
Se comercializó en Uruguay, Brasil y en Colombia desde el primer trimestre del 2011 con ejemplares importados de la fábrica Argentina mientras que mercados como el de México y Chile reciben sus unidades producidas por Renault Samsung Motors en Corea del Sur.
En diciembre de 2012 se presentó la versión GT (ver más abajo),fabricada en la Argentina para ser exportada a toda la región siendo el reemplazante de la versión Sport, que duró unos meses en el catálogo de la marca quedando así a modo de edición limitada. El GT fue concebido como una reestilización de la versión Sport, con cambios tanto en el exterior como en el interior. La motorización turboalimentada (2.0 TCe 180) es importada desde Francia.

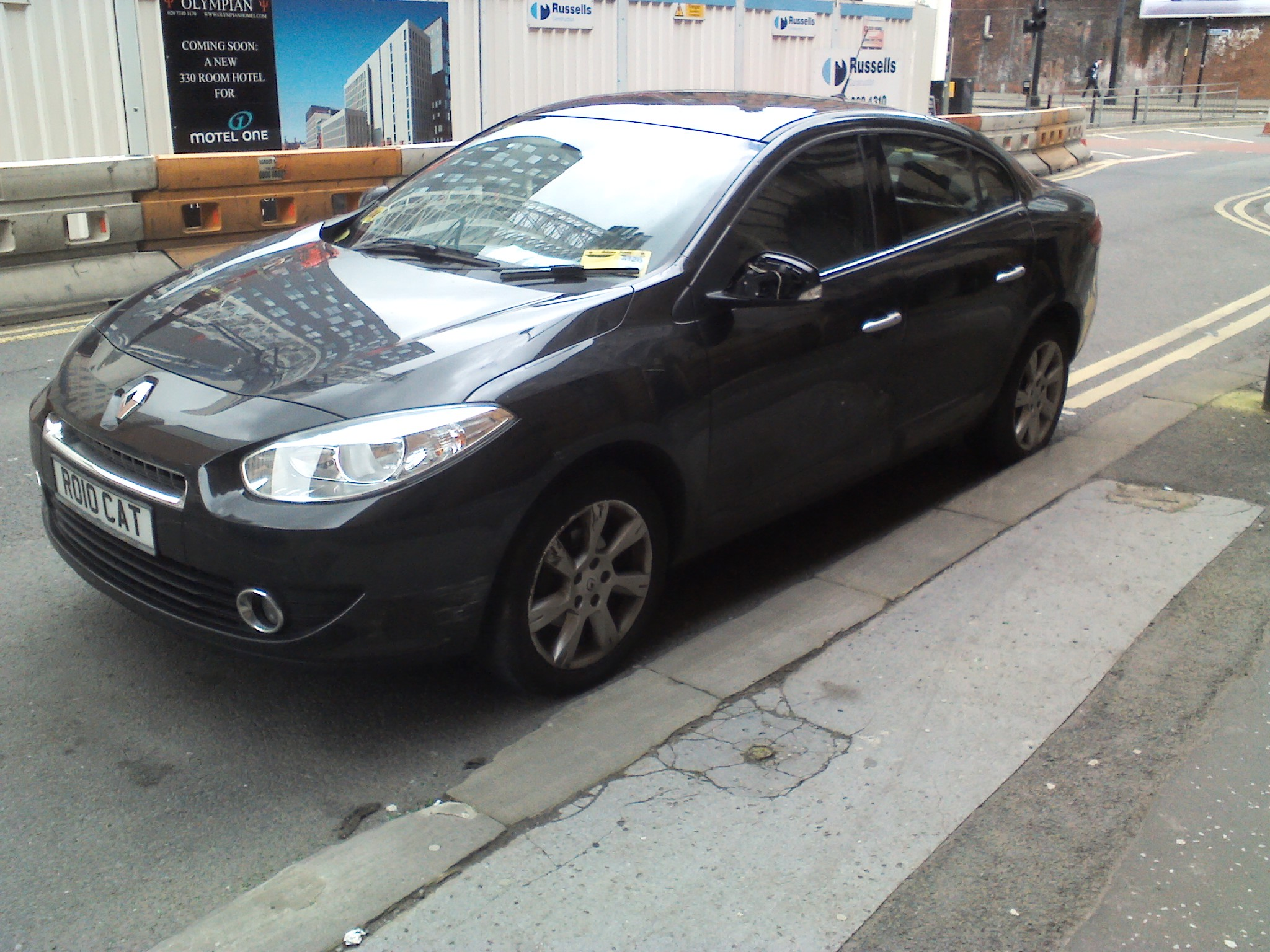
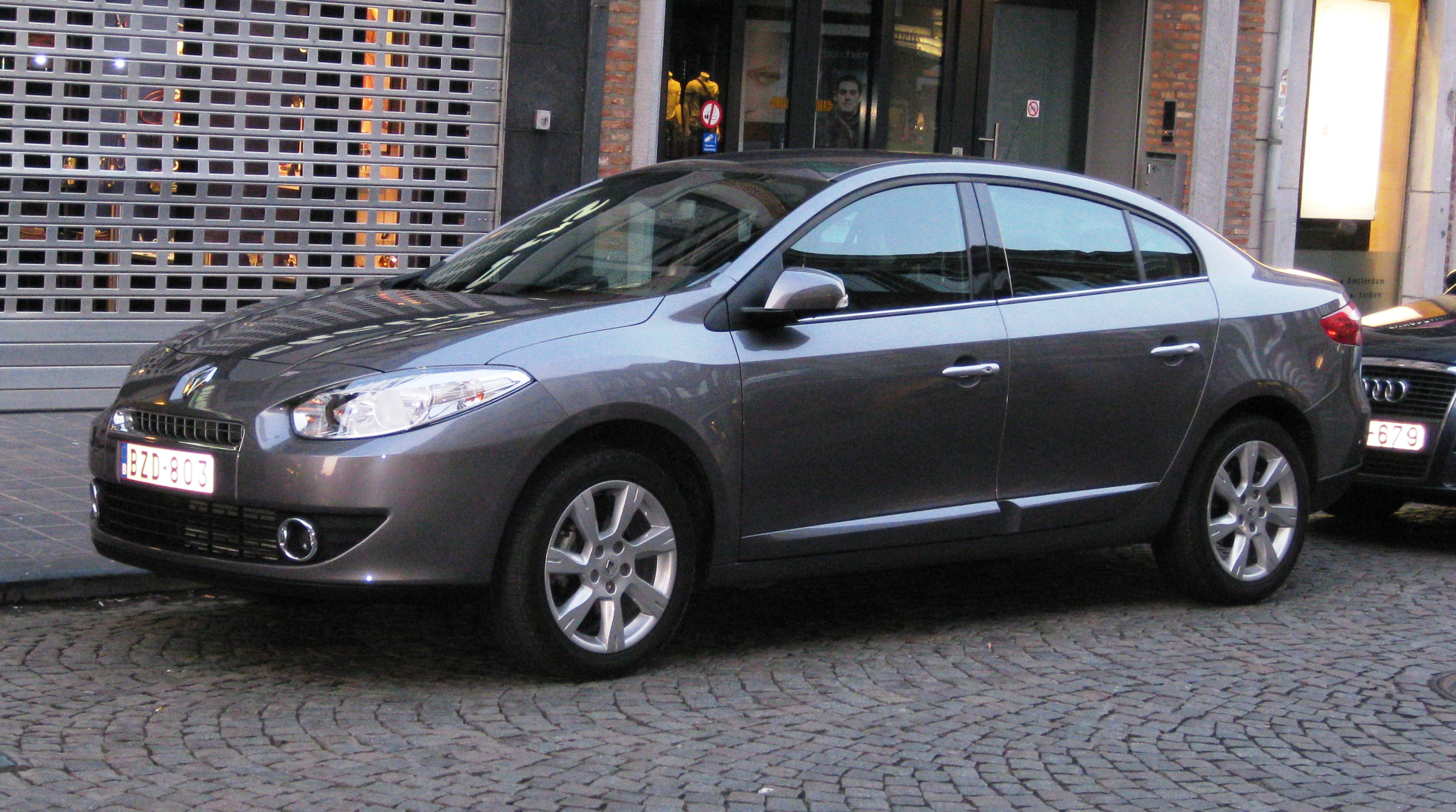
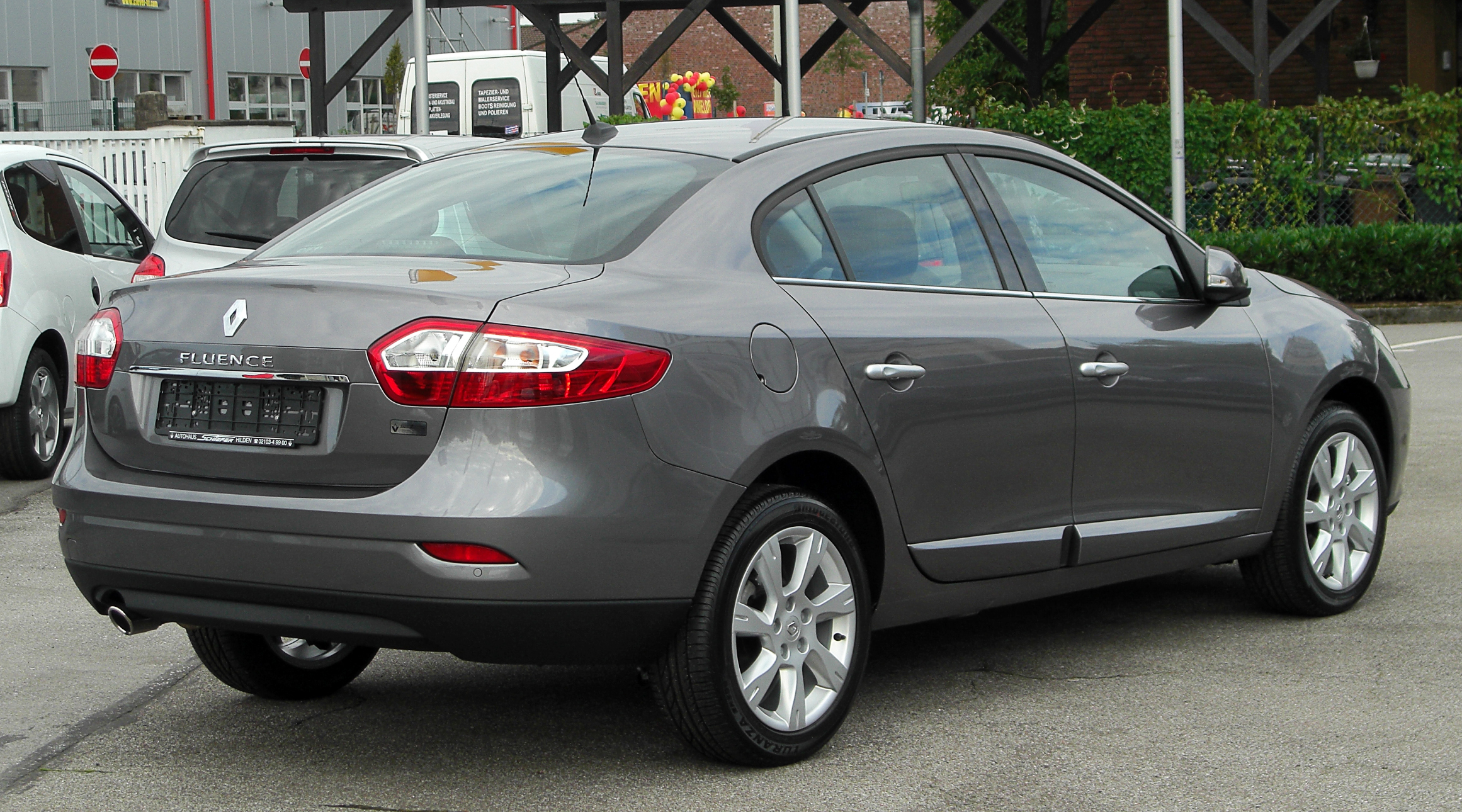

## Rediseño 2013
Durante el Salón del Automóvil edición 2012 de Estambul fue presentado un lavado de cara para su edición 2013. Los cambios afectaron básicamente el frontal del Fluence que ahora posee el logo (de mayor tamaño) y rejilla siguiendo el aspecto familiar del resto de la gama Renault. Además este cambio modificó parcialmente la zona inferior del paragolpes delantero que ahora incorpora luces diurnas del tipo led sobre los faros antinieblas; se modifica también en el exterior parte de la moldura en la tapa del maletero y las llantas de aleación. En mecánica se modifica la 1.6 16v que ahora entrega 115cv y puede equipar la caja automática tipo CVT, ahora renovada,mientras que en el interior la mayor novedad es el cuadro de instrumentos digital para todas las versiones, nuevo equipo de audio con toma mini jack, usb y bluetooth para todas las versiones, sistema de freno de estacionamiento eléctrico y sistema Renault -Link que está conectado a Internet y agrupa funciones del navegador, teléfono y equipo de sonido.
Vale destacar que la fábrica que posee Renault en Argentina adoptó este rediseño a finales de 2014. La producción con el nuevo diseño incorporó modificaciones en el equipamiento de las versiones y se interrumpió momentáneamente la producción del GT, quedando a la venta en algunos mercados una GT Line que solo ofrece un aspecto deportivo pero con el motor 2.0 16v Nissan M4R, en vez del 2.0 16v F4Rt.

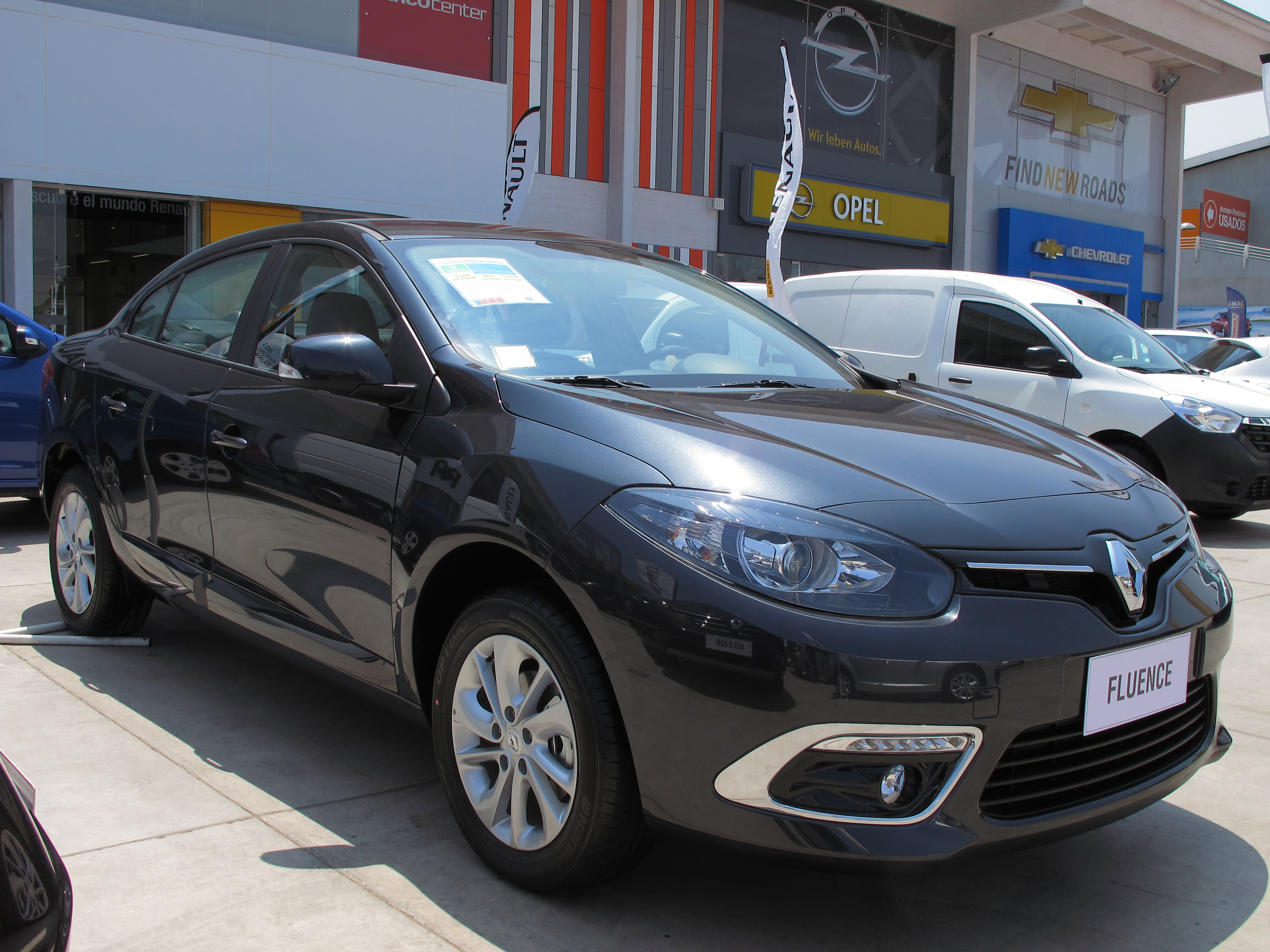
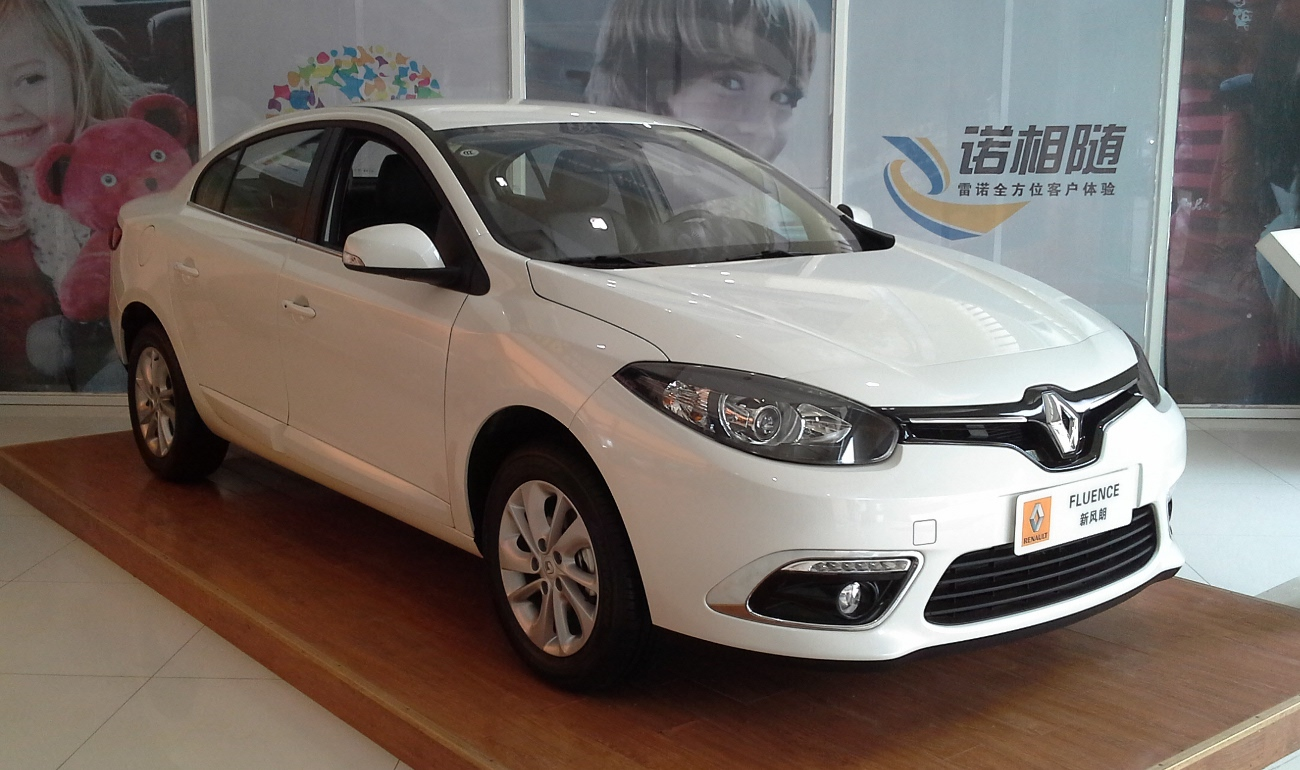

La versión producida en Corea por la subsidiaria Samsung, también recibió un ligero lavado de cara en su frontal, pero que difiere del presentado en Estambul, ya que el sector frontal presenta una rejilla más similar al que equipa el Renault Symbol y la Renault Koleos. Sin embargo, posteriormente se presentaría una edición del SM3 denominada "Neo" con los cambios estéticos frontales presentados para el Fluence pero con la insignia Samsung

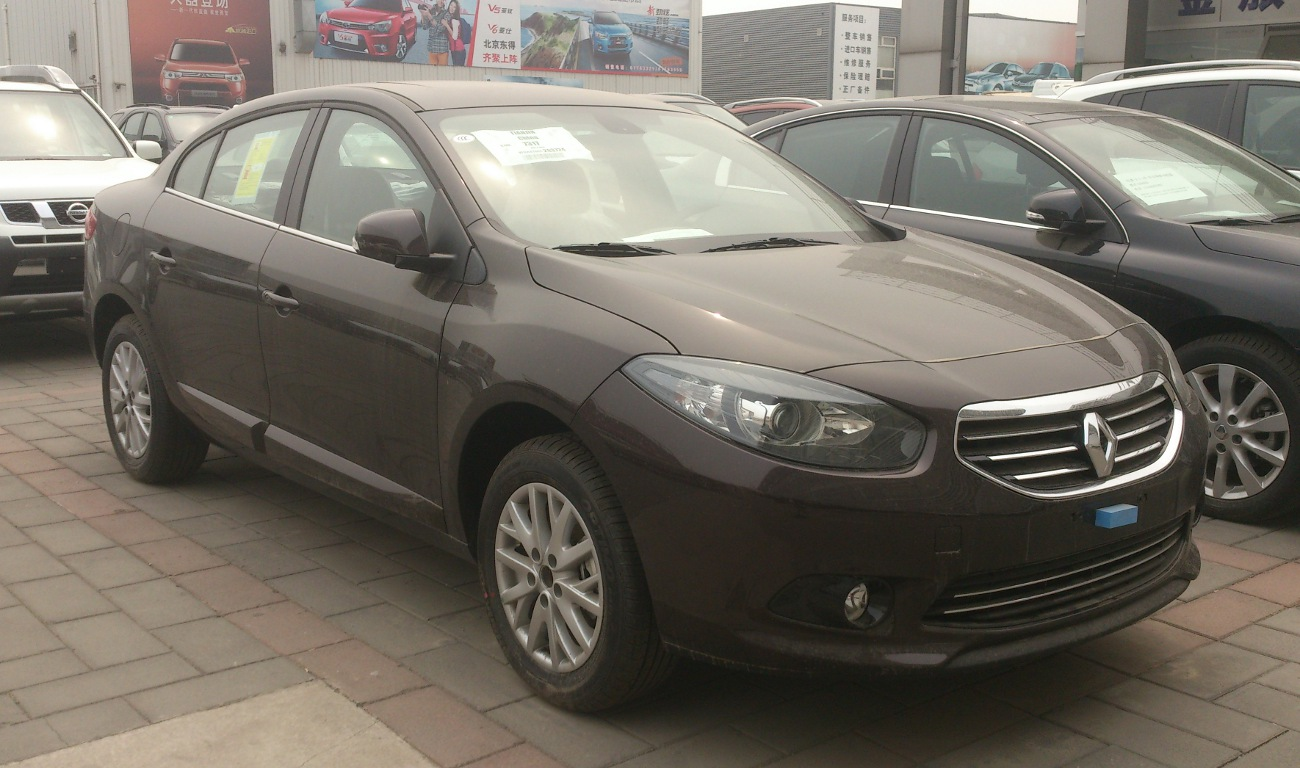
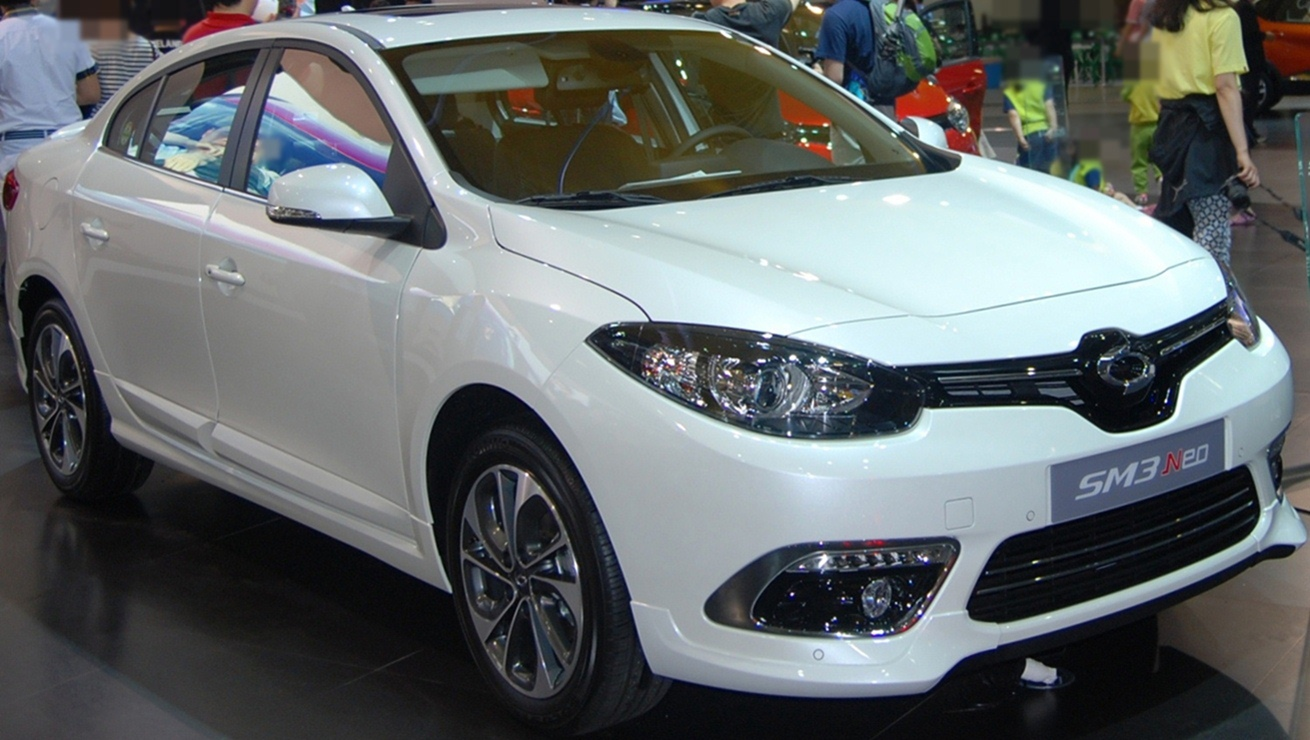

## Características técnicas

### Motorizaciones
En total, equipó tres mecánicas de gasolina, una diésel con dos configuraciones y una eléctrica.
- Dentro de las primeras tenemos un 1.6 L (1598cc) de origen Renault (K4M) con doble árbol de levas en cabeza comandados por correa de distribución, cuatro cilindros y 4 válvulas por cilindro. Esta motorización entrega una potencia de 110 cv a 6000 rpm y un par de 145 Nm a 4250 rpm. Equipa una transmisión manual de 5 marchas adelante.

- Después equipa un motor de gasolina 2.0 L (1997 cc) de origen Nissan (M4R) con doble árbol de levas en cabeza comandados por cadena de distribución, cuatro cilindros y 4 válvulas por cilindro. Esta motorización entrega una potencia de 143 cv a 6000 rpm y un par de 195 Nm a 3700 rpm. Estaban disponibles dos opciones de cambio: una manual de seis marchas adelante (TL4) y una automática CVT (Continual Variable Transmisión) de seis marchas también.

- El último motor de gasolina disponible, es el 2.0 L (1998cc) de origen Renault (F4R, en Europa se denomina TCe 180) con doble árbol de levas en cabeza comandados por correa de distribución, cuatro cilindros y 4 válvulas por cilindro. Esta motorización ofrece la novedad de equipar una admisión turbo alimentada, lo que el permite entregar 180cv a 5500 rpm (190cv en el GT) y unos 300 Nm de par a 2250 rpm. Se ofrece solamente con transmisión manual de 6 marchas adelante (TL4). Esta versión denominada Sport y posteriormente GT, solo se produce en Argentina.

- El motor diésel que se ofrece en ciertos mercados (los de gasolina se ofrecen en todos) es un 1.5 dCi (1461cc) (FAP ECO2) que entrega según su configuración 90 o 110 cv, poseen cuatro cilindros y dos válvulas por cilindro. Presentan inyección directa con admisión turbo alimentada y common rail esférico. El par es de 240 Nm para el primero y 200 Nm para el segundo. La transmisión que ofrece es la de 5 marchas adelante (1.5dCi de 90cv) y una de 6 marchas adelante (1.5 dCi de 110 cv)

- El motor eléctrico se ofrece en la versión ZE y le permite desarrollar 90 cv, alcanzar los 135 km/h con una autonomía de 160 km.

En todos los casos la dirección es asistida eléctricamente.
| Periodo                        | 2009-2019             | 2009-2019                           | 2009-2019                                                   | 2012-2019              |           |           |           |           |           |           |
| Tipo de motor                  | L4 16v                | L4 16v                              | L4 16v                                                      | L4 16v Turbo           |           |           |           |           |           |           |
| Identificación del motor       | K4M                   | K4M                                 | M4R                                                         | F4RL8 (TCe180)         |           |           |           |           |           |           |
| Diámetro x carrera             | 79,5 mm x 80,5 mm     | 79,5 mm x 80,5 mm                   | 84,0 mm x 90,1 mm                                           | 82,7 mm x 93 mm        |           |           |           |           |           |           |
| Cilindrada                     | 1598 cm³              | 1598 cm³                            | 1997 cm³                                                    | 1998 cm³               |           |           |           |           |           |           |
| Relación de compresión         | 9.7: 1                | 9.7: 1                              | 10.2: 1                                                     | 9.34:1                 |           |           |           |           |           |           |
| Potencia máxima: CV (kW) a rpm | 110 CV (81 kW) a 6000 | 115 CV (85 kW) a 6000               | 143 CV (103 kW) a 6000                                      | 190 CV (140 kW) a 5500 |           |           |           |           |           |           |
| Par máximo: Nm a rpm           | 151 Nm a 4250         | 156 Nm a 4250                       | 195 Nm a 3750                                               | 300 Nm a 2250          |           |           |           |           |           |           |
| Tracción                       | Delantera             | Delantera                           | Delantera                                                   | Delantera              | Delantera | Delantera | Delantera | Delantera | Delantera | Delantera |
| Transmisión                    | Manual, 5 velocidades | Automática, variador continuo (CVT) | Manual, 6 velocidades / Automática, variador continuo (CVT) | Manual, 6 velocidades  |           |           |           |           |           |           |
| Aceleración 0–100 km/h         | 11,7 s                | 10,8 s                              | 9,9 s                                                       | 8,6 s                  |           |           |           |           |           |           |
| Velocidad máxima               | 185 km/h              | 185 km/h                            | 200 km/h                                                    | 222 km/h               |           |           |           |           |           |           |
| Consumo combinado (L/100 km)   | 7,05                  | 7                                   | 8,6                                                         | 9                      |           |           |           |           |           |           |

| Periodo                        | 2009                                                                             | 2009-2012                                                                        | 2012-2013                                                                        | 2009-2012                                                                        | 2013-presente                                                                    |           |           |           |           |
| Tipo de motor                  | L4 8v, inyección directa, common-rail, turbo, Filtro DPF (Filtro antipartículas) | L4 8v, inyección directa, common-rail, turbo, Filtro DPF (Filtro antipartículas) | L4 8v, inyección directa, common-rail, turbo, Filtro DPF (Filtro antipartículas) | L4 8v, inyección directa, common-rail, turbo, Filtro DPF (Filtro antipartículas) | L4 8v, inyección directa, common-rail, turbo, Filtro DPF (Filtro antipartículas) |           |           |           |           |
| Identificación del motor       | K9K                                                                              | K9K                                                                              | K9K                                                                              | K9K                                                                              | K9K                                                                              |           |           |           |           |
| Diámetro x carrera             | 76,0 mm x 80,5 mm                                                                | 76,0 mm x 80,5 mm                                                                | 76,0 mm x 80,5 mm                                                                | 76,0 mm x 80,5 mm                                                                | 76,0 mm x 80,5 mm                                                                |           |           |           |           |
| Cilindrada                     | 1461 cm³                                                                         | 1461 cm³                                                                         | 1461 cm³                                                                         | 1461 cm³                                                                         | 1461 cm³                                                                         |           |           |           |           |
| Relación de compresión         | 17.6: 1                                                                          | 15.2: 1                                                                          | 15.2: 1                                                                          | 15.3: 1                                                                          | 15.2: 1                                                                          |           |           |           |           |
| Potencia máxima: CV (kW) a rpm | 85 CV (63 kW) a 3750                                                             | 90 CV (66 kW) a 4000                                                             | 95 CV (70 kW) a 4000                                                             | 105 CV (78 kW) a 4000                                                            | 110 CV (81 kW) a 4000                                                            |           |           |           |           |
| Par máximo: Nm a rpm           | 200 Nm a 1750                                                                    | 200 Nm a 1750                                                                    | 240 Nm a 2000                                                                    | 240 Nm a 1750                                                                    | 240 Nm a 1750                                                                    |           |           |           |           |
| Tracción                       | Delantera                                                                        | Delantera                                                                        | Delantera                                                                        | Delantera                                                                        | Delantera                                                                        | Delantera | Delantera | Delantera | Delantera |
| Transmisión                    | Manual, 5 velocidades                                                            | Manual, 6 velocidades                                                            | Manual, 6 velocidades                                                            | Manual, 6 velocidades                                                            | Manual, 6 velocidades / Automática, 6 velocidades                                |           |           |           |           |
| Aceleración 0–100 km/h         | 12,9 s                                                                           | 12,5 s                                                                           | 12,3 s                                                                           | 10,9 s                                                                           | 10,8 s                                                                           |           |           |           |           |
| Velocidad máxima               | 175 km/h                                                                         | 180 km/h                                                                         | 190 km/h                                                                         | 190 km/h                                                                         | 190 km/h                                                                         |           |           |           |           |
| Consumo combinado (L/100 km)   | 4,5                                                                              | 4,4                                                                              | 4,1                                                                              | 4,5                                                                              | 4,4                                                                              |           |           |           |           |

### Prestaciones
Motorizaciones nafteras:
- Motorización 1.6 L (K4M) transmisión manual 5 marchas adelante:

Velocidad máxima: 185 km/h
0-100 km/h: 11,7 s
Consumo en ciudad: 8,8 L/100 km recorridos
Consumo en ruta: 5,3 L/100 km recorridos
- Motorización 2.0L (M4R) transmisión manual 6 marchas adelante:

Velocidad máxima: 200 km/h
Aceleración 0-100 km/h: 9,9 s
Consumo en ciudad: 11 L/100km recorridos
Consumo en ruta: 6,2 L/100 km recorridos
- Motorización 2.0L (M4R) Transmisión CVT automática 6 marchas adelante:

Velocidad máxima: 195 km/h
0-100 km/h: 10,1 s
Consumo en ciudad: 10,5 L/100 km recorridos
Consumo en ruta: 6,2 L/100 km recorridos
- Motorización 2.0L (F4R/TCe 180) Transmisión manual 6 marchas adelante:

Velocidad máxima: 213 km/h
0-100 km/h: 8,6 s
Consumo en ciudad: 11,23 L/100 km recorridos
Consumo en ruta: 6,36 L/100 km recorridos
Motorizaciones diésel:
- Motorización 1.5L dCi 90cv(FAP Eco2) Transmisión manual 5 marchas adelante:

Velocidad máxima: 180 km/h
0-100 km/h: 13 s
Consumo en ciudad: 5,3 L/100 km recorridos
Consumo en ruta: 4 L/100 km recorridos
- Motorización 1.5L dCi 110 cv (FAP Eco2) Transmisión manual 6 marchas adelante:

Velocidad máxima: 185 km/h
0-100 km/h: 11 s
Consumo en ciudad: 5,6 L/100 km recorridos
Consumo en ruta: 4 L/100 km recorridos
Motorización eléctrica:
Velocidad máxima: 135 km/h
0-100 km/h: 13 s
Autonomía: 160 km (185 km en el ciclo mixto NEDC)

### Suspensión
Delantera: del tipo McPherson con brazo inferior rectangular y barra estabilizadora de 22 mm de diámetro.
Trasera: eje tipo H, con barras de torsión y barra estabilizadora.

### Frenos
Del tipo doble circuito en X con ABS y distribución electrónica del frenado (EBD)
Delanteros: discos ventilados de 280 mm de diámetro
Traseros: discos sólidos de 260 mm de diámetro

### Seguridad
Según mercado y versión alcanza un máximo de:
Seguridad Pasiva
Seis airbags (2 frontales adaptativos, 2 laterales -de tórax-, 2 de cortina delanteros y traseros), cinturones inerciales (delanteros pretensados ventralmente y con limitador de esfuerzo, traseros solo con limitador de esfuerzo), cinco apoyacabezas regulables (traseros tipo coma), barras laterales de protección
Seguridad Activa
Cuatro frenos a disco (delanteros ventilados, traseros sólidos), ABS con repartición electrónica de frenada EBD y asistencia a la frenada de urgencia AFU con encendido automático de balizas, control de tracción ASR y de estabilidad ESP, cierre automático de seguros de puertas en rodaje, Proyectores delanteros doble parábola y limpia óptica, dirección con asistencia eléctrica en todas las versiones.
Euro NCAP
Obtuvo en la prueba realizada por El European New Car Assessment Programme, Euro NCAP, durante 2011 (protocolo obsoleto) sobre el Fluence ZE (fue el modelo probado) 4 estrellas de un máximo de 5.
| Total                    | 4/5 estrellas |
| Test                     | Porcentaje    |
| ------------------------ | ------------- |
| Pasajeros adultos        | 72%           |
| Pasajeros niños          | 83%           |
| Peatones                 | 37%           |
| Asistencias de seguridad | 84%           |

Latin NCAP
En 2012 (protocolo obsoleto), la Latin Ncap realizó la prueba de choque para el Fluence producido en Argentina en su versión Confort (dos airbags frontales sin pretensor de cinturón de seguridad) con motorización naftera 1.6 K4M acoplada a una transmisión de 5 marchas. En dicha prueba obtuvo un resultado de 4 estrellas de un máximo de 5. Comparando este resultado con el obtenido en la Euro Ncap (Fluence ZE), se observa una mejora en la respuesta obtenida en el choque frontal tanto para el conductor como para el pasajero delantero a pesar de no contar con los mencionados pretensores. Sin embargo no representó una mejora en la calificación global que permaneció igualmente en 4 estrellas de un máximo de 5
| Ocupantes adultos: | 4/5 estrellas |
| Ocupantes niños:   | 2/5 estrellas |

## Equipamiento
El Renault Fluence presenta como máximo equipamiento de confort:
Climatizador automático de dos vías con salida en plazas traseras; elevacristales eléctricos en las cuatro puertas con función impulsión y antipinzado; cierre global de cristales/techo solar; tarjeta-llave manos libres con arranque de motor por pulsador; apertura interna de tapa maletero (también a distancia) y de tapa de tanque de combustible; sistema de iluminación biparábola con reglaje eléctrico y "follow me home"; sistema lavafaros (solo cuando se cuente con iluminación por faros de xenón); alarma antirrobo; techo solar eléctrico; tapizado de asientos volante y palanca de velocidades en cuero; computadora de a bordo multifunción; sensor de presión de inflado de neumáticos; Radiosat 3D (de Arkamys) CD, Bluetooth, USB, Plug & Music con pantalla independiente y comando satelital en el volante; sensor de temperatura exterior; aviso sonoro de: puertas abiertas, cinturón sin colocar (solo conductor) y olvido de luces encendidas o de la tarjeta llave; reposabrazos delantero y trasero (abatible); butacas (asientos) calefactados; butaca del conductor con reglaje en altura; butaca trasera 1/3-2/3; reposacabezas regulables en altura e inclinación; reposapie izquierdo (conductor); cortinas parasol traseras y de luneta; sensor de estacionamiento trasero; espejos con reglaje eléctrico y plegado automático (junto al cierre del coche desde la tarjeta manos libres o a demanda); limitador y control de velocidad regulable (velocidad crucero); navegador por satélite integrado en la consola; espejo retrovisor interno con sistema anti encadilamiento; guantera refrigerada; iluminación interior temporizada; parasoles con espejos de cortesía y luz; encendido automático de luces y sensor de lluvia; rueda de repuesto en chapa con medida homogénea (versiones tope de gama o como opcional, según mercado); manijas exteriores de puertas cromadas; paragolpes y espejos color carrocería, los últimos con luz de giro integrada; detalles cromados en puertas, baúl y frontal; llantas de aleación de 17 pulgadas; luces antiniebla delanteras y traseras.

## Fluence Sport
Producido por primera vez en el mundo a partir de junio de 2012 en la Planta del Barrio Santa Isabel en la Ciudad de Córdoba Argentina, el Fluence Sport es la versión deportiva del Fluence estándar. A nivel estético casi no posee variantes con la versión Privilege de la que toma su equipamiento (seguridad, confort) y estética principal, a excepción del tapizado que en esta versión es en cuero negro (en la Privelege es en cuero marrón claro). A nivel exterior las únicas variantes notables son las llantas de aleación Schuss de 17 pulgadas y el equipo de iluminación frontal de Xenón con lavafaros.
La principal diferencia está en la motorización, un 2.0 L de origen Renault (F4R, en Europa se conoce como TCe 180 que equipa a las versiones deportivas del Mégane III) turbo alimentado, eroga unos 180cv a 5500 rpm y unos 300 Nm de torque a 2250 rpm. Esta motorización fue adaptada como un desarrollo específico de RTA, Renault Technologies América, un equipo de alto rendimiento compuesto por ingenieros de Argentina, Colombia, Brasil y Chile. También participó en este proyecto Renault Sport Technologies.

## Fluence GT
El Fluence GT fue presentado por Renault en la edición 2012, del Salón del Automóvil de San Pablo, Brasil. Se trata del mismo vehículo con variantes estéticas: a nivel exterior donde agrega spoilers delanteros y traseros así como también faldones laterales, nuevas llantas de aleación liviana y alerón que refuerzan la imagen deportiva del vehículo. Mientras que en el interior la principal diferencia con el Sport está en el cuadro de instrumentos que ahora posee indicadores de velocidad, temperatura de motor y nivel de combustible digitales, también el tapizado fue ligeramente modificado. En materia mecánica y de seguridad continua sin novedades, con lo mismo ofrecido por la Sport.
Esta versión a excepción del motor, es la misma en términos estéticos que la edición limitada ofrecida en marzo de 2012 en Europa bajo la denominación "Black Edition", justamente por su único color de producción. Equipa para ese mercado solamente el impulsor 1.5 dCi de 110cv.
- Aspecto de las modificaciones estéticas del GT:

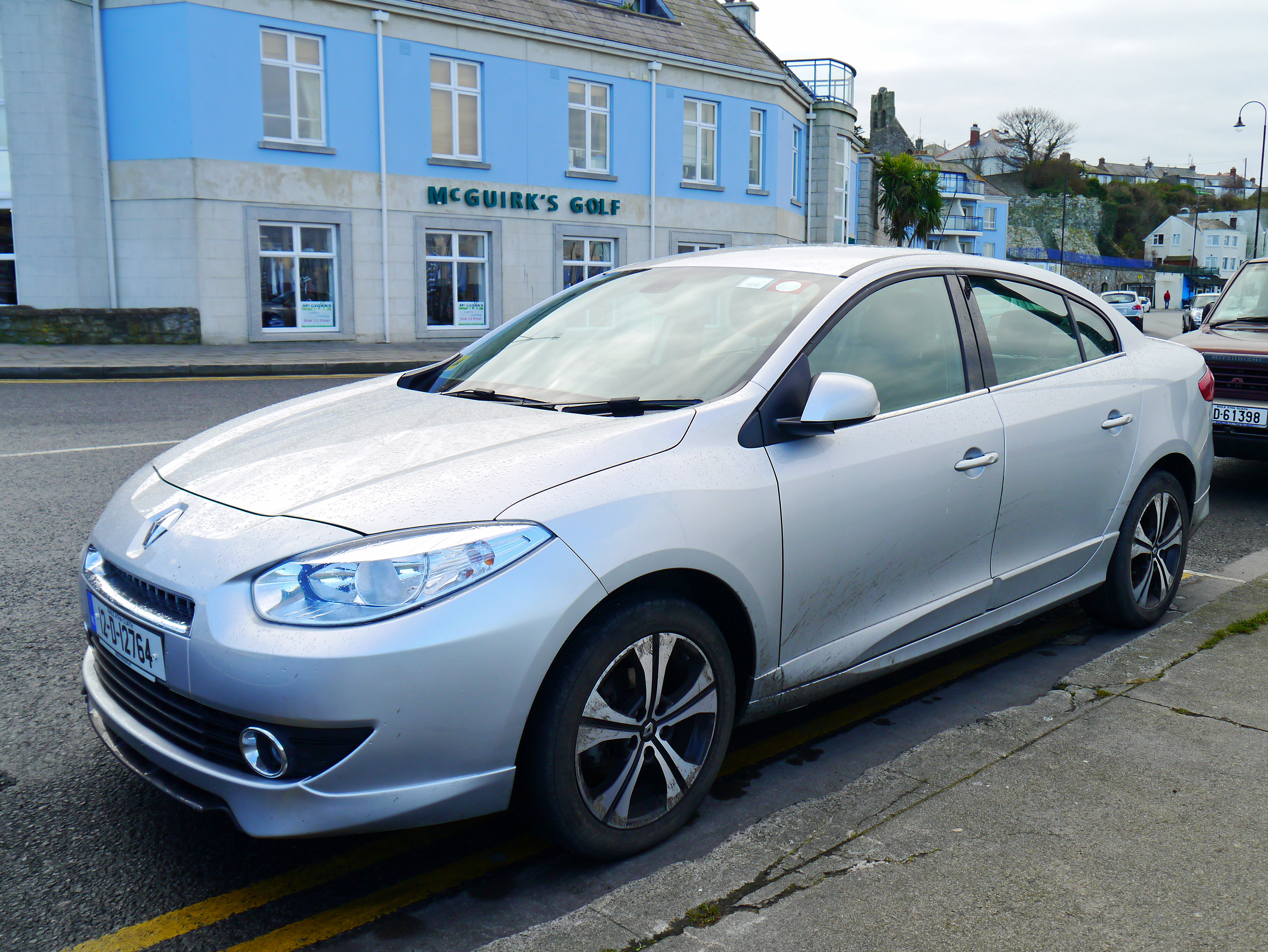
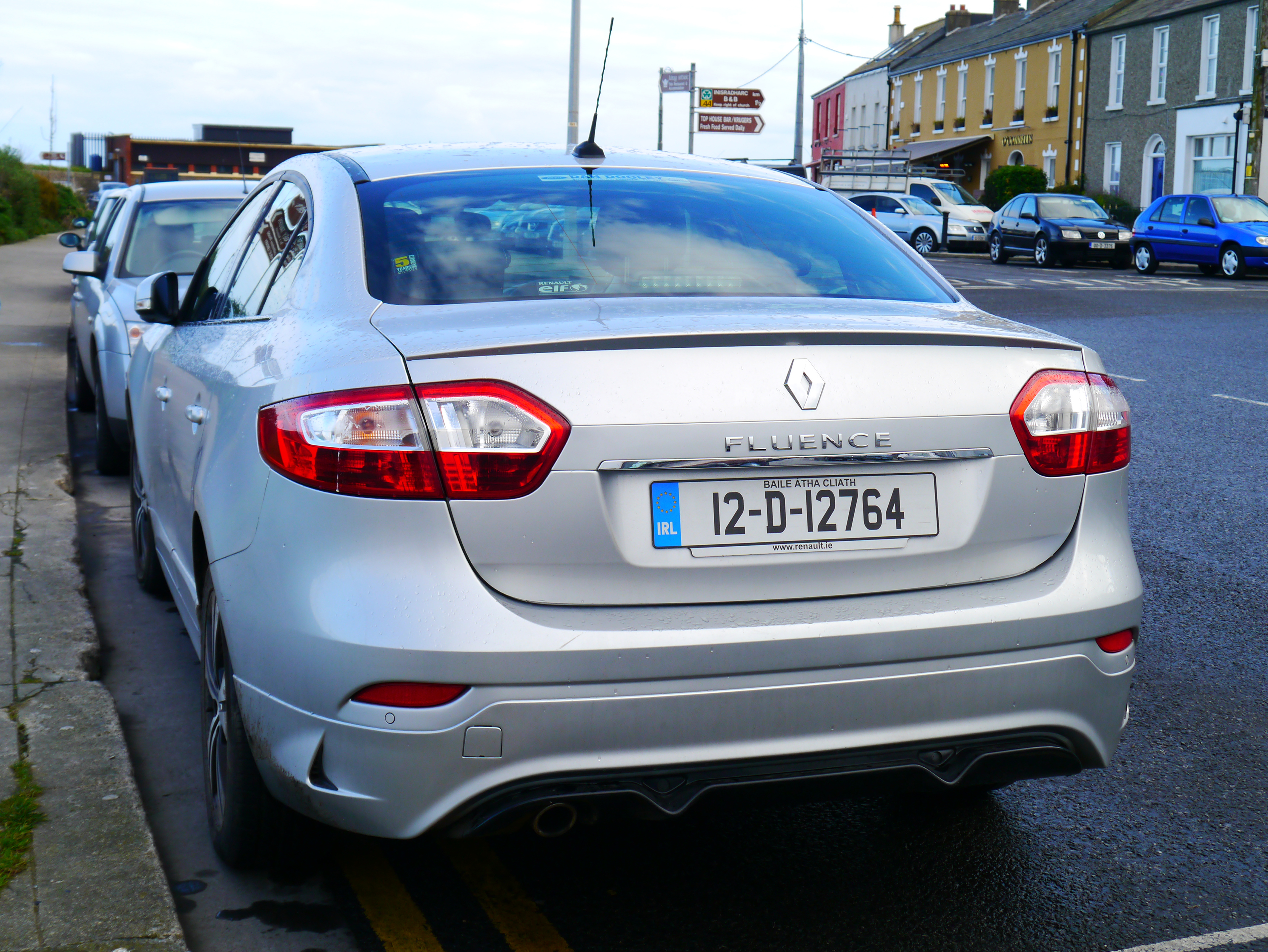

### GT II y GT Line
En julio de 2015 se presenta durante la 7ª edición del "Salón Internacional del Automóvil" de Buenos Aires Argentina, la nueva edición del Fluence GT (ahora denominada GT2) que incorpora aspectos el rediseño global de la marca de 2013 y los presentados en 2014 durante el "Salón del Automóvil" de San Pablo como "GT Line". El ahora denominado GT2, equipará una variante del motor 2.0L F4Rt con 190cv (unos 10cv más que la anterior GT) un torque de 300 Nm a 2250 rpm y caja manual de seis velocidades. 
En materia de seguridad incorpora frenos con ABS, EBD (distribución electrónica de frenado), AFU (asistencia al frenado de urgencia), EAB (encendido automático de balizas), ESP (control de trayectoria) y ASR (control de tracción), carrocería de deformación programada, 6 airbags (conductor, acompañante, laterales y de cortina), cinturones inerciales pirotécnicos con limitador de esfuerzo delanteros y traseros, sistema de anclaje para sillas infantiles tipo Isofix (2), luces delanteras diurnas.
Dentro de los elementos de confort destacan un sistema de monitoreo de funciones del motor denominado RS monitor con RS Sound, sistema navegador (GPS) y multimedia tipo R-Link que incorpora: pantalla touch color 7", CD, MP3, USB, Aux, Bluetooth, streaming de audio y telefonía, 4 parlantes + 2 tweeters, permite visualización de fotos y videos, comandos por voz intuitivos. También ofrece una estética interior con detalles deportivos exclusivos del modelo, climatizador bi-zona con salidas para las plazas traseras, techo solar, cierre global electrónico, comando eléctrico interno para la apertura de la tapa del tanque de combustible y del baúl, bloqueo eléctrico de las ventanas y las puertas traseras para niños, cierre global en rodaje (CAR) y a distancia mediante tarjeta llave "Smart Card" para apertura, arranque y cierre con manos libres, encendido de luces remoto, "follow me home", entre otros.

## Fluence ZE
Presentado en el Salón de Frankfurt de 2009 como Concepto, y producido a partir de noviembre de 2011 en la planta de Renault en Bursa Turquía.
Este Renault Fluence ZE (Zero Emission) es la versión con motorización totalmente eléctrica alimentada por baterías recargables desde la red eléctrica. Posee 95cv de potencia y alcanza una velocidad máxima de 135 km/h con una autonomía de 160 km (185 km en el ciclo mixto NEDC). Posee también una función denominada Eco Mode que reduce el gasto de electricidad del aire acondicionado y la calefacción incrementando así la autonomía hasta un 10%.
Estética
Una de las diferencias del Fluence Z.E. respecto al Fluence con motor de combustión es que su carrocería mide 13 cm más (unos 4,75 m). Este incremento se debe al tamaño de la batería (de iones de litio) que alimenta el motor eléctrico. Dicha batería se ubica en el maletero, y el incremento tiene lugar para dejar una capacidad de carga del maletero de unos 317 dm³ frente a los 530 que posee el Fluence de combustión.
La estética posee detalles característicos que lo dferencian del resto de la Familia Fluence, básicamente ópticas posteriores distintas y detalles en paragolpes.
Baterías
Son del tipo "iones de litio" pesan 250 kg y tienen una capacidad de 22 kWh. Las mismas no son vendidas en conjunto con el automóvil, sino que son entregadas en concepto de alquiler mensual, permitiendo así reducir los costos finales, mejorar las garantías y ofrecer una alternativa económica ante la necesidad de un reemplazo.
Tiempos de carga
En la red domiciliaria estándar son necesarias unas 10 a 12 h frente a los casi 20 min en caso de emplear una red trifásica.

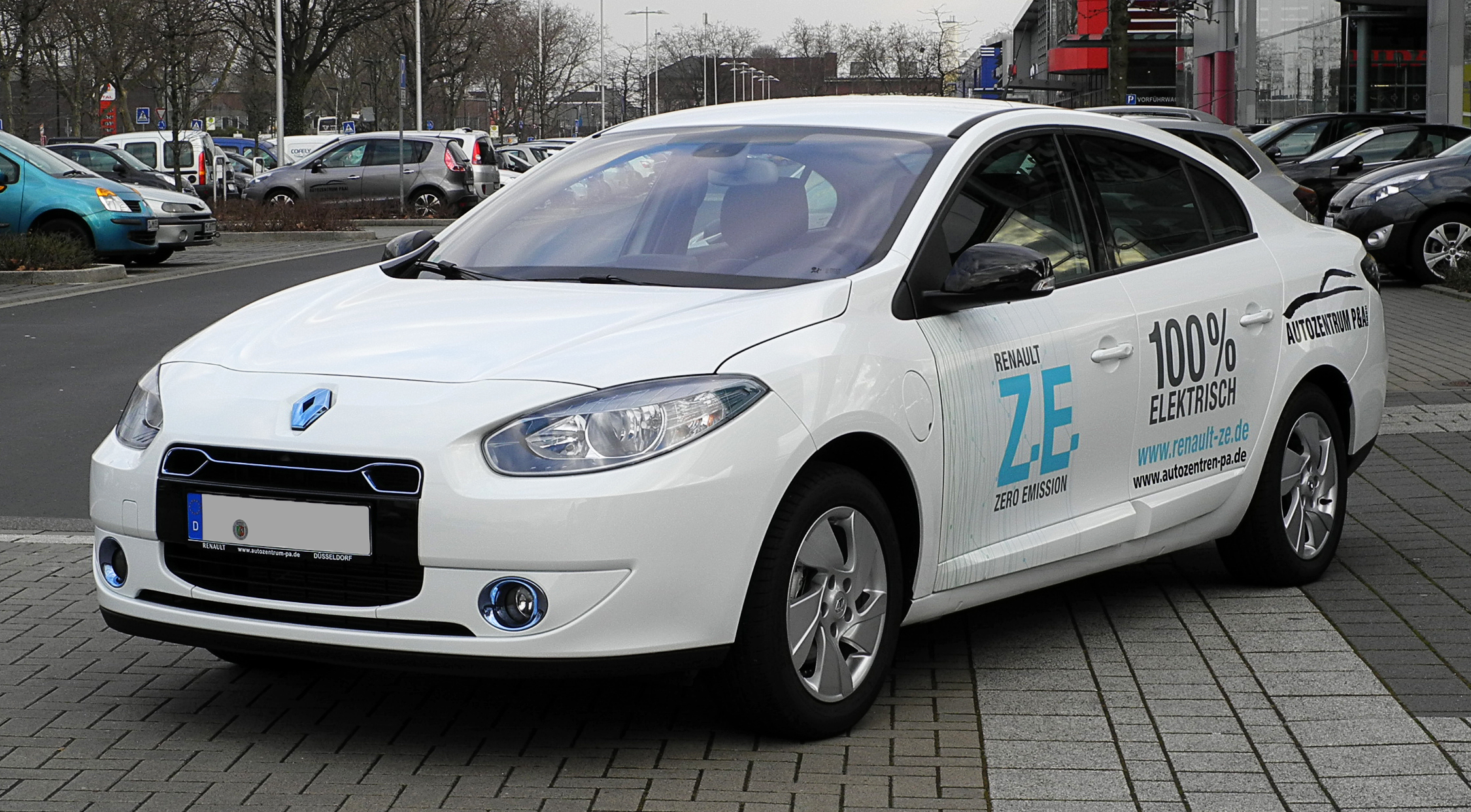
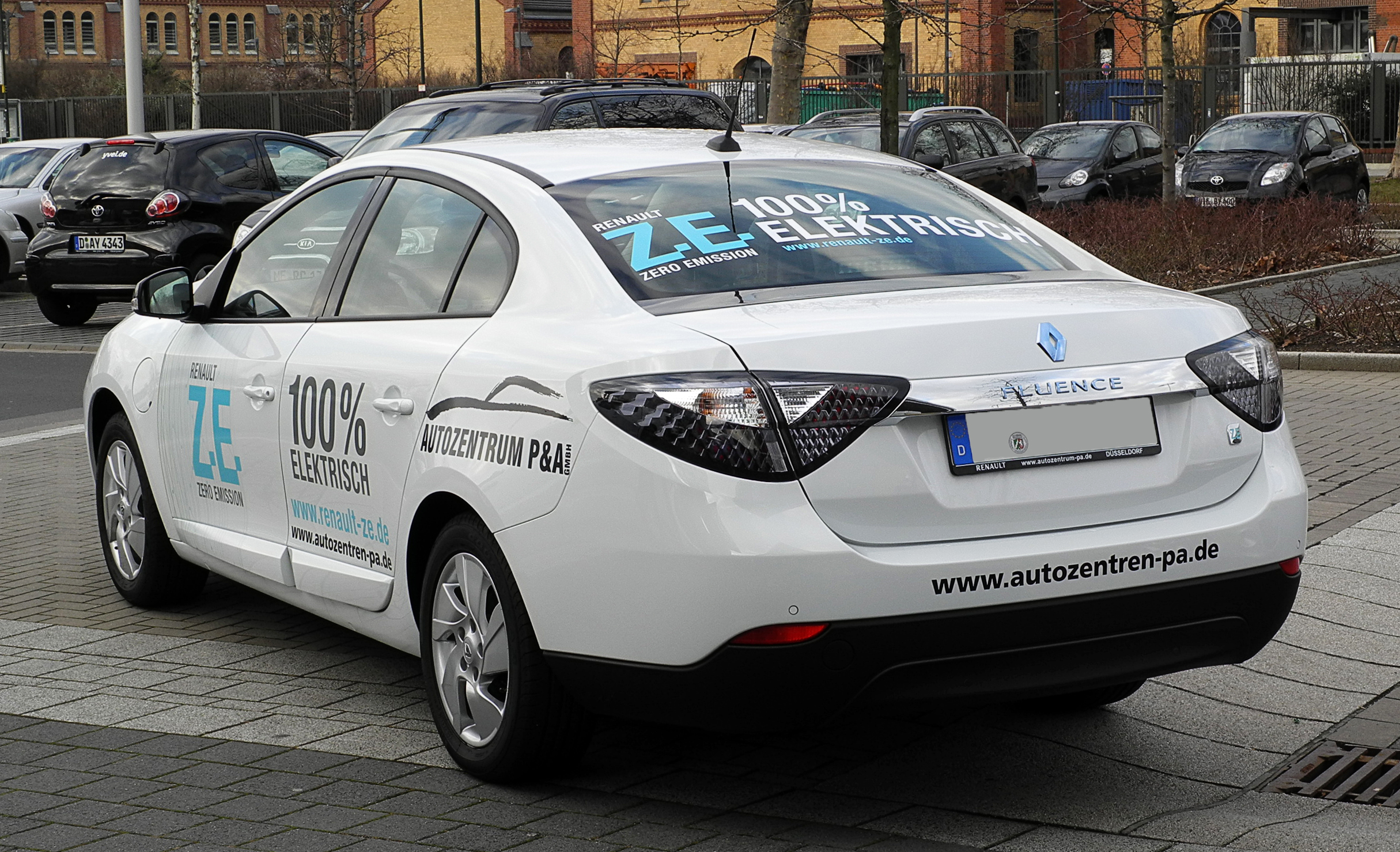

## Competición
En la Argentina, Renault participa desde 2011 con el Fluence en la competición regional denominada TC2000 y Super TC 2000. Previa a esta, participó con vehículos tales como el Megane II Sedan y la Renault Fuego.
Durante el 2011 Guillermo Ortelli logró que el Renault Fluence se corone con su primera victoria, en el autódromo "Jorge Ángel Pena", San Martín, provincia de Mendoza.
En 2012 Renault obtiene con el Fluence el primer puesto en el campeonato de marcas en el TC2000 y Super TC 2000, mientras que también obtuvo el primer puesto en el campeonato de equipos de ambas categorías: en el caso del TC2000 con la Escudería Río de La Plata y en el Super TC 2000 con la Escudería Renault Lo Jack Team.
En el año 2016, 2017 y 2018 obtiene el primer puesto en el campeonato de equipos del Super TC 2000, mientras que en 2017 y 2018 hace lo propio obteniendo el primer puesto en el campeonato de pilotos con el piloto Facundo Ardusso. En 2016 y 2018 se galardona con el primer puesto del campeonato de marcas también del Super TC 2000.
Es de destacar que a abril de 2019 encabeza tanto el campeonato de pilotos como de marcas del STC2000.
A su vez Renault participa también en Argentina con el Fluence, en el TN Clase 3 (Turismo Nacional Clase 3).
- Auto coleccionable conmemorativo - Año 2019 (kit para armar)

Denominado "El auto del campeón" e inspirado en los triunfos del Renault Fluence como campeón del Super TC 2000 especialmente de la edición 2018, Renault Argentina en conjunto con Rasti y Red-Activos decidió lanzar a la venta un autito coleccionable en su cadena de accesorios boutique presente en los concesionarios de Renault Argentina y algunos puestos de servicio rápido Renault Minuto.
Fue presentado el 5 de abril en el marco del lanzamiento de la edición 2019 del Campeonato de la mencionada categoría, en el Concesionario Mediterráneo de la ciudad de Córdoba. Es un modelo coleccionable conmemorativo, que se arma con 96 ladrillitos producidos por Rasti y también vienen con las piezas para poder armar tanto al piloto y a un mecánico. Este kit Incluye los adhesivos para poder decorar el auto y darle su acabado. Es de destacar que es un proyecto sustentable e inclusivo por lo que los mismos están fabricado por 600 personas con discapacidad en 17 talleres protegidos. Se produce en la Argentina y está a la venta desde el año 2019 a un precio sugerido de $799 pesos argentinos (unos u$s 17,81 al tipo de cambio promedio BCRA del día 08/04/2019 de $1 = u$s44,838)
Facundo Ardusso piloto bicampéon del Súper TC2000 con el Fluence, es designado embajador del proyecto que posee impacto social ya que propone generar procesos de inclusión laboral integrando de este modo a personas con discapacidad.

### Características técnicas
(se aplica a "Super TC 2000")
- Modelo: Renault Fluence GT
- Chasis: de acero estampado y reforzado por estructura tubular de acero cromo molibdeno.
- Motor (STC2000 edición 2019): 2.000 cm³, 4 cilindros en línea turbo alimentado, potencia: 380 HP, torque: 47 Kgm, árbol de levas: doble en la culata variable en avance y alzada, relación de compresión: 9,5:1, electrónica: Magneti Marelli, lubricación: cárter húmedo, acelerador: comando electrónico.
- Motor (ediciones anteriores): "Super TC2000" con 8 cilindros en V y 2700cc que eroga una potencia de 430 cv y un torque de 352 Nm
- Transmisión (edición 2019): Caja de engranajes de caja de carbono semiautomática de ocho velocidades con marcha atrás. Sistema de "cambio rápido" en funcionamiento para maximizar la velocidad de los cambios de marcha.
- Transmisión (ediciones anteriores): secuencial XTRAC de seis marchas adelante y marcha atrás.
- Suspensión: delantera: paralelogramo deformable; trasera: eje arrastrado,
- Amortiguadores: Panske 8760 regulables de tres vías
- Frenos: delanteros: discos ventilados y calipers Brembo de 8 pistones; traseros: discos ventilados y calipers Breobo de 2 pistones
- Ruedas: Pirelli P ZERO de 18 pulgadas
- Aerodinámica: delantera: spoiler con piso plano y spoiler laterales con incidencia; trasero: alerón madre con flap de incidencia total variable.
- Seguridad: homologada según norma FIA y según reglamento vigente de la categoría.

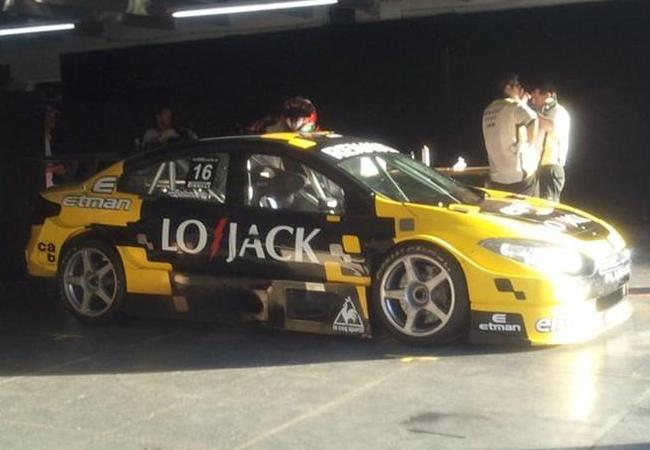
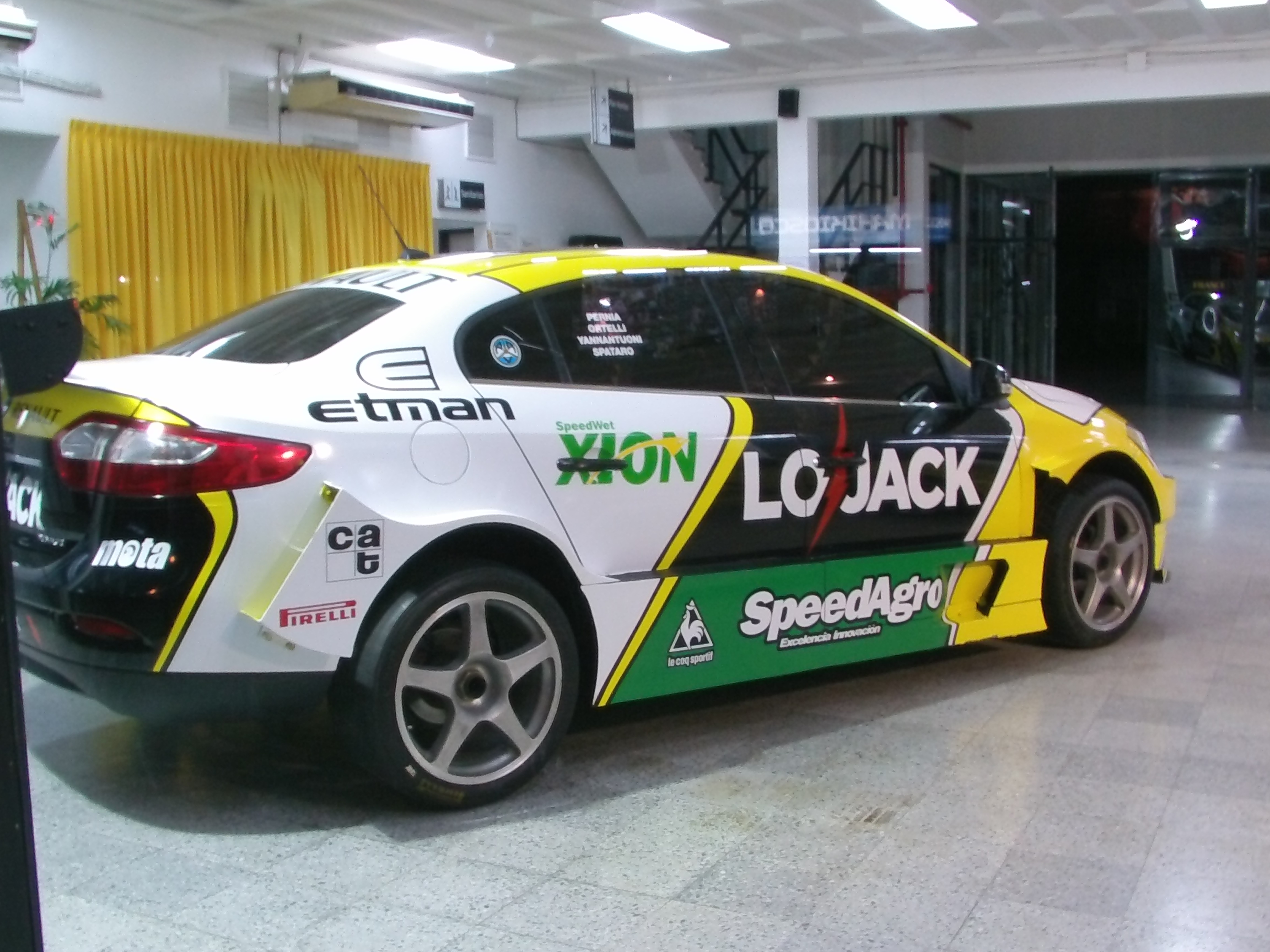

- Distancia entre ejes: 2610 mm
- Ancho: 1900 mm
- Alto: 1255,1 mm
- Peso: 1100 kg